# Rosie White
Rosemary Eleanor Florence "Rosie" White (Auckland, 6 de junho de 1993) é uma futebolista profissional neozelandesa que atua como atacante.

## Carreira
Rosie White fez parte do elenco da Seleção Neozelandesa de Futebol Feminino, nas Olimpíadas de 2012 e 2016. 